# Суворов, Лев Николаевич
Лев Николаевич Суворов (3 мая 1926, Москва — 19 декабря 1983) — советский философ, специалист в области истории марксистско-ленинской философии, исследователь проблем социального управления, доктор философских наук (с 1965), профессор (с 1967), старший научный сотрудник Института философии АН СССР (с 1966), заместитель председателя Научного Совета АН по истории общественной мысли (с 1967). Член КПСС с 1952.

## Биография
Родился в семье известного педагога и организатора гидрометеослужбы СССР Суворова Николая Полиевктовича и старшего научного сотрудника Института Мозга АН СССР Троицкой Серафимы Александровны.
Окончил философский факультет МГУ (в 1950) и аспирантуру там же (в 1953). В 1953 г. защитил кандидатскую диссертацию, в 1963 г. - докторскую.
Преподавал в МГУ им. М.В. Ломоносова на кафедре истории  марксистско-ленинской философии. В разное время работал заведующим кафедрой марксистско-ленинской философии Академии строительства и архитектуры СССР, старшим научным сотрудником и заведующим сектором истории марксистско-ленинской философии Института философии АН СССР, профессором и руководителем кафедры марксистско-ленинской философии ВПШ при ЦК КПСС, профессором и зам. руководителя кафедры марксизма-ленинизма Академии народного хозяйства при Совете министров СССР.
Являлся членом президиума правления Философского общества СССР, членом правления Советской социологической ассоциации,  вице-президентом Союза обществ дружбы с зарубежными странами, членом редколлегии журнала "Научный коммунизм".
В 1958-1968 годах Лев Николаевич Суворов был членом редколлегии, а в 1957-1959 годах — заместителем главного редактора журнала "Философские науки".
Был активным лектором общества "Знание".
Жена: Суворова Валентина Васильевна (урожд. Темнова), закончила психологическое отделение философского факультета, работала старшим научным сотрудником НИИ общей и педагогической психологии АПН СССР. В семье родилось двое детей - Алена и Андрей. В 1954-1964 гг. семья жила в Доме преподавателей МГУ (Ломоносовский просп., 14)
Похоронен на Кунцевском кладбище, участок 10.

## Основные работы
Автор более 400 публикаций.
- Иовчук М. Т., Суворов Л. Н. Основные вехи развития в СССР истории философии как науки // Философские науки. 1958. № 1. С. 34-51.
- Борьба марксистско-ленинской философии в СССР против буржуазной идеологии и ревизионизма в переходный период от капитализма к социализму, М., 1961;
- Вопросы диалектики в «Философских тетрадях» В. И. Ленина, М., 1960;
- Позитивизм и механистическая ревизия марксизма, М., 1962 (совм. с И. С. Барским);
- История марксистско-ленинской философии. Методич. пособие, 3 изд., М., 1964 (совм. с А. П. Петраших);
- Развитие В. И. Лениным, Коммунистич. партией Сов. Союза диалектич. и историч. материализма в годы социалистич. революции, гражд. войны и восстановления нар. хозяйства // Марксистско-ленинская философия и социология в СССР и европ. социалистич. странах, М., 1965;
- О некоторых приемах буржуазной фальсификации истории советской философской науки // Против современных буржуазных фальсификаторов марксистско-ленинской философии. М., 1964;
- Филос. проблемы управления социальными процессами при социализме // Ленинизм и философские проблемы современности, М., 1970;
- О генезисе понятия ленинизм в советской филос. лит-ре // Ленинизм и современные проблемы ист.-филос. науки, M., 1969;
- Введение в марксистско-ленинскую философию, М., 1970;
- В. И. Ленин и методологические проблемы социального управления, М., 1973
- Борьба В. И. Ленина против антимарксистских философских концепций в послеоктябрьский период, М., 1974
- Ленинский этап в развитии философии марксизма, М., 1976
- Материалистическая диалектика, М., 1980
- Les informations initiale et secondaire dans l’etude sociologique, Moscou, 1966

При участии Льва Суворова и под его редактированием подготовлены и изданы труды:
- Диалектика социального познания и революционного действия, М., 1968
- Ленинизм и современные проблемы историко-философской науки, М., 1970
- Философия Гегеля и современность, М., 1973
- Проблемы гуманизма в марксистско-ленинской философии (История и современность), М., 1975